# Monika Gollner
Monika Gollner (* 23. Oktober 1974) ist eine ehemalige österreichische Leichtathletin, die im  Hochsprung antrat.

## Sportliche Karriere
Gollner gewann ihren ersten österreichischen Meistertitel 1992, weitere Titel folgten 1995, 1996 und 1998. Nach einer längeren Pause kehrte sie zurück und wurde Meisterin 2005 bis 2007, 2010 bis 2013 und 2015. In der Halle siegte Gollner 1996, 2006, 2007, 2009 bis 2012, 2014 und 2016.
Gollners internationale Karriere begann mit dem 13. Platz bei den Juniorenweltmeisterschaften 1992 in Seoul. Im Jahr darauf sprang sie mit 1,82 auf den elften Platz bei den Junioreneuropameisterschaften 1993 in San Sebastian. 1995 nahm Gollner sowohl an den Hallenweltmeisterschaften als auch an den Freiluftweltmeisterschaften teil, schied aber jeweils in der Qualifikation aus. 1998 sprang sie in der Qualifikation der Europameisterschaften in Budapest 1,87 Meter, aber das reichte nicht für den Finaleinzug. 14 Jahre später bei den Europameisterschaften 2012 in Helsinki schied Gollner mit 1,78 Meter aus.
Ihre persönliche Bestleistung von 1,92 Meter sprang Minika Gollner in den Jahren von 1995 bis 1998 viermal. Mit ihren 2015 übersprungenen 1,88 Meter hielt sie den Welt- und Europarekord in der Altersklasse Ü40.